# Omega ATS
Omega ATS ist ein alternatives Handelssystem, das den Handel an allen wichtigen kanadischen Börsen, darunter TSX, TSXV, CNSX und Alpha, ermöglicht.

## Geschichte
Es nahm seinen Betrieb im Dezember 2007 auf.
Das Omega-Handelsnetzwerk wurde als Plattform mit extrem geringer Latenz und niedrigen Kosten konzipiert, um die interne Auftragsabwicklung zu beschleunigen. Das Orderbuch von Omega folgt strengen Preis-/Zeitprioritätsregeln und ermöglicht ausschließlich den Handel mit Wertpapieren, die über das Canadian Repository for Securities Limited (CDS) abgewickelt werden können. Omega bietet ein invertiertes Preismodell für Aktien an: Für die Liquiditätserhöhung wird ein niedriger Preis berechnet, für die Liquiditätsentnahme hingegen keine Gebühren. Der Marktplatz bietet außerdem Breakpoint Pricing an, das Broker-Dealern einen ermäßigten Liquiditätssatz basierend auf dem monatlichen Gesamtvolumen an Aktien bietet. Omega ATS ist zwischen 9:30 und 16:00 Uhr (Eastern Time) für den Handel geöffnet und nimmt vor Marktbeginn keine Aufträge an.